# ماركو بيرجامو
ماركو بيرجامو (بالإنجليزية: Marco Bergamo)‏ ولد بتاريخ 12 أبريل 1964 في إيطاليا، هو دراج إيطالي سابق.

## روابط خارجية
- ماركو بيرجامو على موقع أرشيف الدراجات (الإنجليزية)
- ماركو بيرجامو على موقع إحصائيات الدراجات الإحترافية (الإنجليزية)